# الحصرم الشامي: التحولات
الحصرم الشامي: التحولات مسلسل تلفزيوني درامي ملحمي سوري. أنتج عام 2009 من تأليف فؤاد حميرة، وإخراج سيف الدين سبيعي، وهو الجزء الثالث من مسلسل الحصرم الشامي.

## ملخص القصة
يتناول المسلسل فترة حكم إبراهيم باشا لبلاد الشام في الفترة الواقعة بين 1830-1840، والإصلاحات الفكرية والسياسية والاقتصادية التي حاول القيام بها، والتي فشلت نتيجة تسرعه بفرض السلطة والقانون في منطقة لم تعرف أيا منهما خلال أكثر من 600 سنة، إضافة إلى تدخل الدول الاستعمارية في تلك الفترة.

## الممثلين
- عباس النوري
- فارس الحلو
- نادين
- مكسيم خليل
- أيمن رضا
- قيس الشيخ نجيب
- قصي خولي
- خالد تاجا
- نسرين الحكيم
- شكران مرتجى
- نضال سيجري
- فادي صبيح
- علي كريم
- ماهر صليبي
- عامر علي
- لمى إبراهيم
- عمار حاج أحمد
- عبد الرحمن قويدر
- تولين البكري
- رنا كرم
- عدنان أبو الشامات
- ورد صالح
- عبد القادر المنلا
- خليل حداد
- نوار بلبل
- محمد قنوع
- ميرنا شلفون
- يامن الحجلي
- عامر سبيعي
- حسن كركوكلي
- فوزي بشارة
- جلال الطويل
- نسيمة ضاهر
- هنوف خربطلي
- فراس نعناع
- أنس الحاج
- محمد خاوندي